# Kraterrand

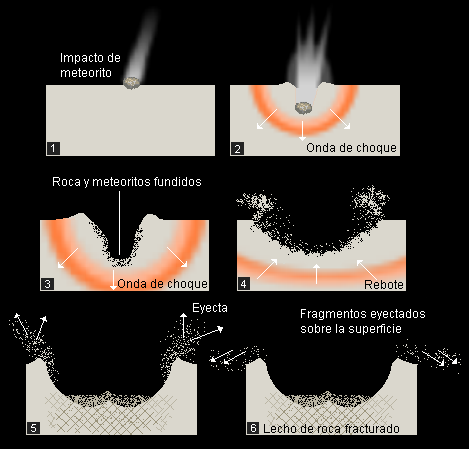
Bild som beskriver hur en kraterrand bildas.

Kraterranden är den del av en nedslagskrater som breder ut sig ovan den omgivande ytan, vanligtvis i en cirkulär eller elliptisk form. I en mer specifik betydelse refererar kraterranden till den cirkulära eller elliptiska krönet (en: edge) som representerar den översta toppen av den upphöjda delen. Om det inte finns någon upphöjd del så syftar kraterrand helt enkelt på den inre kanten av kurvan där den plana ytan möter kurvan från kraterbottnen.

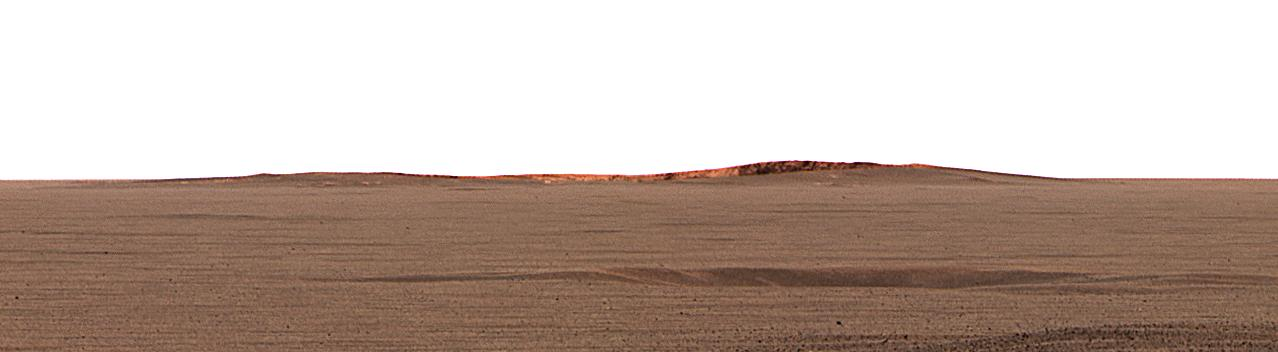
Kraterranden av kratern Endurance på Mars, så som den ser ut från landningsplatsen för rovern Opportunity.

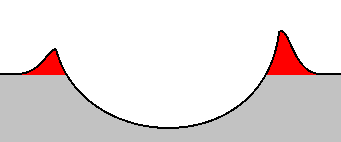
En genomskärning av en krater, med en upphöjd kraterrand, framhävd i rött.